# Nathaniel Ryder (1er baron Harrowby)
Nathaniel Ryder, 1er baron Harrowby (3 juillet 1735 - 20 juin 1803) est un homme politique britannique qui siège à la Chambre des communes de 1756 à 1776, année où il est élevé à la pairie en tant que baron Harrowby.

## Biographie
Il est le fils de Dudley Ryder, lord juge en chef d'Angleterre et du pays de Galles. Il est admis à Clare College, Cambridge en 1753.
En 1756, il est élu député de Tiverton, poste qu'il occupe jusqu'en 1776. Le 20 mai 1776, il est élevé à la pairie sous le titre de baron Harrowby, de Harrowby, dans le comté de Lincoln. Il sert ensuite comme sous-lieutenant de Staffordshire et du Lincolnshire.
Lord Harrowby épouse Elizabeth Terrick, fille de Richard Terrick, évêque de Londres, en 1762. Leur deuxième fils Richard Ryder devient un homme politique prospère et occupe le poste de ministre de l'Intérieur de 1809 à 1812, tandis que leur plus jeune fils, Henry Ryder est évêque de Gloucester et évêque de Lichfield. Lord Harrowby est mort en juin 1803 âgé de 67 ans, et est remplacé à la baronnie par son fils aîné Dudley, qui est secrétaire d'État des Affaires étrangères et du Commonwealth et est créé comte de Harrowby en 1809. Il est commémoré à l'église St Wulframs de Grantham. Lady Harrowby est décédée en 1804.
La maison familiale est Harrowby Hall dans le Lincolnshire.